# 阿卜杜勒-哈迪·伊拉基
阿卜杜勒-哈迪·伊拉基（1961年—，阿拉伯语: عبد الهادي العراقي ），基地组织头目拉登全球活动的助手，伊拉基是美军逮捕的最高级别的基地组织成员之一，他是在准备返回伊拉克时被抓获的，现在他被关押在古巴关塔那摩湾的美军基地。
伊拉基可能是英国伦敦地铁爆炸事件主谋，他也涉嫌策划袭击驻阿富汗的美军士兵。伊拉基曾在萨达姆的伊拉克军队中服过兵役。

## 参看
- 扎卡维